# Misión Internacional Independiente de determinación de los hechos sobre Sudán
La Misión Internacional Independiente de determinación de los hechos sobre Sudán es una misión establecida por el Consejo de Derechos Humanos de las Naciones Unidas en 2023 y presidida por Mohamed Chande Othman con el objetivo de investigar y establecer los hechos de violaciones a los derechos humanos durante la guerra civil sudanesa iniciada el mismo año.

## Historia

### Creación
La Misión fue creada como respuesta a la crisis humanitaria y de derechos humanos causada por la guerra civil sudanesa que empezó el 15 de abril del mismo año con objetivo de investigar y establecer las causas, circunstancias y hechos de las violaciones a los derechos humanos y del derecho internacional humanitario, incluyendo aquellas contra refugiados, vinculadas con el conflicto armado entre las Fuerzas Armadas Sudanesas y las Fuerzas de Apoyo Rápido, entre otros beligerantes. La Misión Independiente fue establecida por el Consejo de Derechos Humanos de las Naciones Unidas mediante la resolución A/HRC/RES/54/2 el 11 de octubre de 2023. En diciembre de 2023, el presidente del Consejo de Derechos Humanos designó a Mohamed Chande Othman como presidente, y a Joy Ngozi Ezeilo y Mona Rishmawi miembros de la misma. La Secretaría de la Misión tiene su sede en la Oficina de las Naciones Unidas en Nairobi, Kenia.

### Primer informe
Entre enero y agosto de 2024, la Misión de determinación de hechos realizó visitas a Chad, Kenia y Uganda, recabó los testimonios de primera mano de 182 supervivientes, familiares y testigos presenciales, y consultaron ampliamente a expertos y a miembros de la sociedad civil. En septiembre, en la presentación de su primer informe, la Misión de determinación de hechos concluyó que los beligerantes del conflicto armado habían cometido graves violaciones de derechos humanos y al derecho internacional, muchos de los cuales podían constituir crímenes de guerra y crímenes de lesa humanidad. La Misión declaró que tanto las Fuerzas Armadas Sudanesas como las Fuerzas de Apoyo Rápido, al igual que sus aliados correspondientes, fueron responsables de ataques indiscriminados y directos mediante bombardeos y ataques aéreos contra civiles, escuelas, hospitales, redes de comunicación y suministros vitales de agua y electricidad. Los beligerantes también atacaron a civiles y a quienes ayudaban a los supervivientes o documentaban las violaciones mediante prácticas como violencia sexual, detenciones arbitrarias, torturas y otros malos tratos.
El informe recomendó ampliar el embargo de armas existente en Darfur, establecido en 2004 por la resolución 1556 del Consejo de Seguridad y pide la creación de un mecanismo judicial internacional independiente que trabaje de forma paralela y complementaria a la Corte Penal Internacional. El gobierno de Sudán rechazó el informe, y su ministerio de relaciones exteriores acusó a la Misión de «falta de profesionalidad e independencia» y de «extralimitarse en su mandato».
En octubre de 2024, el Consejo de Derechos Humanos prorrogó el mandato de la Misión Independiente por un periodo de un año.

## Estructura
Para 2025, la misión está integrada por los siguientes miembros:
- Mohamed Chande Othman (presidente)
- Joy Ngozi Ezeilo
- Mona Rishmawi